# Mission navale française en Grèce (1884-1890)
 (mars 2024).
Si vous disposez d'ouvrages ou d'articles de référence ou si vous connaissez des sites web de qualité traitant du thème abordé ici, merci de compléter l'article en donnant les références utiles à sa vérifiabilité et en les liant à la section « Notes et références ».

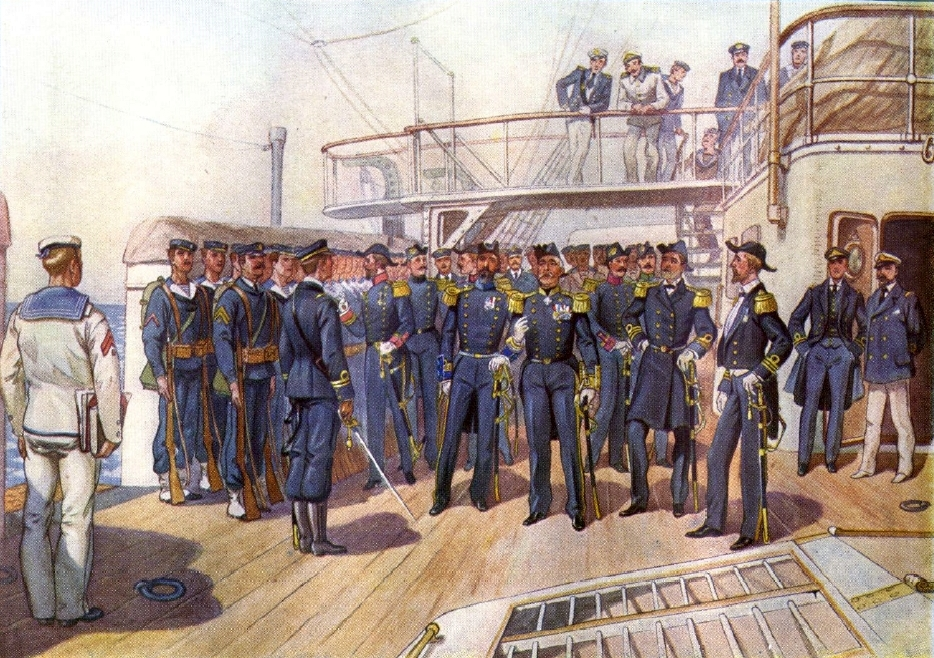
Les uniformes de style français ont été introduits dans la marine royale hellénique par la mission navale française.

La mission navale française en Grèce de 1884-1890 est invitée dans le pays par le gouvernement de Charilaos Trikoupis pour réorganiser la marine royale hellénique, en parallèle à une mission militaire pour l'armée hellénique. La mission navale, dirigée par le contre-amiral Laurent Joseph Lejeunearrive en Grèce en décembre 1884, et est restée dans le pays jusqu'en 1890.
Parmi ses principales réalisations figurent la création d'une académie navale distincte en 1884, des réformes administratives et législatives et la modernisation des règlements de formation et de service, notamment la création d'un centre de formation navale sur l'île de Poros et d'un hôpital naval. Sous l'influence de la mission française, le gouvernement grec s'engage dans d'importants achats d'armes à la France : les trois nouveaux cuirassés de classe Hydra (en), ainsi que l'ancien croiseur Navarchos Miaoulis (en).